# Macintosh Color Classic
De Macintosh Color Classic (ook verkocht als Macintosh Colour Classic in PAL-regio's) is een personal computer die ontworpen, gefabriceerd en verkocht werd door Apple Computer van februari 1993 tot mei 1995 (en tot januari 1998 in PAL-regio's). De naam "Color Classic" was niet rechtstreeks op het voorpaneel gedrukt maar op een verwijderbaar plastic plaatje. Hierdoor kon de alternatieve spelling "Colour Classic" gebruikt worden voor bepaalde markten.
In 1993 werd op een aantal markten de Macintosh Color Classic II uitgebracht, een snellere versie met een 
33 MHz CPU. Beide versies werden ook aangeboden op de consumentenmarkt als respectievelijk de Performa 250 en 275.
De Color Classic was het laatste model in de Compacte Macintosh-reeks en werd opgevolgd door de Macintosh LC 500-serie en de Power Macintosh 5200 LC.

## Ontwerp
CPU: De Color Classic heeft een 16 MHz Motorola 68030-processor. Het moederbord is vergelijkbaar met de Macintosh LC II. De Color Classic II heeft een 33 MHz processor en gebruikt het moederbord van de Macintosh LC 550.
Geheugen: Het moederbord van de Color Classic is voorzien van 4 MB RAM en 2 geheugensleuven waarin 30-pin SIMM's van 1, 2 of 4 MB kunnen geïnstalleerd worden, wat een theoretisch maximaal geheugen van 12 MB oplevert. De computer kan echter maximaal 10 MB geheugen adresseren. Het moederbord van de Color Classic II heeft slechts één geheugensleuf waarin een 72-pin SIMM van 1, 2, 4, 8, 16 of 32 MB kan geïnstalleerd worden, wat een maximaal geheugen van 36 MB oplevert.
Opslag: De Color Classic bevatte standaard een intern 3,5-inch diskettestation van 1,44 MB en kon geleverd worden met een interne SCSI harde schijf van 40, 80 of 160 MB.
Video: Standaard was het moederbord uitgerust met 256 kB VRAM en ondersteunde een resolutie van 512×384 pixels in 8-bit (256) kleuren. Het videogeheugen kon uitgebreid worden tot 512 kB VRAM door een 256 kB VRAM SIMM te installeren in de 68-pins VRAM-sleuf. Dit maakte een weergave van 16-bit (duizenden) kleuren mogelijk. De Color Classic beschikte over een 10-inch (25 cm) ingebouwd Sony Trinitron-beeldscherm.
Uitbreiding: Net als de eerdere Macintosh SE en SE/30 had de Color Classic één uitbreidingsslot: een LC-type Processor Direct Slot (PDS) dat niet compatibel was met het SE-slot. Dit uitbreidingsslot was in de eerste plaats bedoeld voor de Apple IIe Card die werd aangeboden met LC's voor het onderwijs. Het beeldscherm van de Color Classic kon omgeschakeld worden naar 560×384 pixels, een verviervoudiging van de 280×192 High-Resolution-graphics van de IIe. De combinatie van een goedkope Macintosh met kleurenscherm en een Apple IIe Card was vooral bedoeld om de overgang van de onderwijsmarkt van Apple II-modellen naar Macintoshes te stimuleren. Andere kaarten, zoals CPU-versnellers, Ethernet- en videokaarten konden ook gebruikt worden in het PDS van de Color Classic.

## Upgrades
De Motorola 68030-processor beperkte de Color Classic tot Mac OS 7.6.1. Sommige gebruikers hebben hun machines echter omgebouwd door het moederbord van een Performa/LC 575 te installeren met een 68LC040 waardoor ze tot Mac OS 8.1 konden draaien. Anderen monteerden een moederbord van een Performa/LC/Quadra 630 of een nog recenter moederbord dat met een PowerPC-processor kon uitgerust worden waardoor de machine zelfs Mac OS 9.1 kon draaien. Deze laatste upgrade vereiste wel een aanpassing van de behuizing.
Een andere veel voorkomende aanpassing was een wijziging aan het scherm om een resolutie van 640×480 pixels mogelijk te maken. Deze resolutie was een minimumvereiste voor het uitvoeren van veel programma's en spelletjes.

## Modellen
Beschikbaar vanaf 1 februari 1993 (uitsluitend in Japan):
- Macintosh Performa 250[6]

Beschikbaar vanaf 10 februari 1993 in Japan, Azië en Amerika en vanaf 16 maart 1994 in PAL-regio's:
- Macintosh Color Classic[7]

Beschikbaar vanaf 1 oktober 1993 (Zuid-Korea) en vanaf 9 september 1994 (Japan):
- Macintosh Performa 275[8]

Beschikbaar vanaf 21 oktober 1993 in Japan, Azië en Canada en vanaf 3 december 1994 in PAL-regio's:
- Macintosh Color/Colour Classic II[9]

## Specificaties

### Color Classic
- Processor: Motorola 68030, 16 MHz
- FPU : optionele Motorola 68882
- Systeembus snelheid: 16 MHz
- ROM-grootte: 1 MB
- Databus: 16 bit
- RAM-type: 100 ns 30-pin SIMM
- Standaard RAM-geheugen: 4 MB
  - Uitbreidbaar tot maximaal 10 MB
  - RAM-sleuven: 2
- Standaard diskettestation: 3,5-inch, 1,44 MB
- Standaard harde schijf: 40, 80 of 160 MB (SCSI)
- Uitbreidingssleuven: 1 PDS
- Type batterij: 3,6 volt Lithium
- Beeldscherm: 512×384 pixels, 25 cm (10-inch), kleur
- Uitgangen:
  - 2 ADB-poorten (mini-DIN-4) voor toetsenbord en muis
  - 1 SCSI-poort (DB-25)
  - 2 seriële poorten (mini-DIN-8)
  - 1 audio-in (3,5 mm jackplug)
  - 1 audio-out (3,5 mm jackplug)
- Ondersteunde systeemversies: 7.1 t/m 7.6.1
- Afmetingen: 38 cm x 25 cm x 32,2 cm (h×b×d)
- Gewicht: 10,2 kg

### Color Classic II
- Processor: Motorola 68030, 33 MHz
- FPU : optionele Motorola 68882
- Systeembus snelheid: 33 MHz
- ROM-grootte: 1 MB
- Databus: 32 bit
- RAM-type: 80 ns 72-pin SIMM
- Standaard RAM-geheugen: 4 MB
  - Uitbreidbaar tot maximaal 36 MB
  - RAM-sleuven: 1
- Standaard diskettestation: 3,5-inch, 1,44 MB
- Standaard harde schijf: 80 of 160 MB (SCSI)
- Uitbreidingssleuven: 1 PDS
- Type batterij: 3,6 volt Lithium
- Beeldscherm: 512×384 pixels, 25 cm (10-inch), kleur
- Uitgangen:
  - 2 ADB-poorten (mini-DIN-4) voor toetsenbord en muis
  - 1 SCSI-poort (DB-25)
  - 2 seriële poorten (mini-DIN-8)
  - 1 audio-in (3,5 mm jackplug)
  - 1 audio-out (3,5 mm jackplug)
- Ondersteunde systeemversies: 7.1 t/m 7.6.1
- Afmetingen: 38 cm x 25 cm x 32,2 cm (h×b×d)
- Gewicht: 10,2 kg

Uit productie: 1984: Macintosh 128K, Macintosh 512K · 1985: Macintosh XL · 1986: Macintosh Plus · 1987: Macintosh II, Macintosh SE · 1988: Macintosh IIx · 1989: Macintosh SE/30, Macintosh IIcx, Macintosh IIci, Macintosh Portable · 1990: Macintosh IIfx, Macintosh Classic, Macintosh IIsi, Macintosh LC serie · 1991: Macintosh Quadra 700, Macintosh Quadra 900, Apple PowerBook · Macintosh Classic II · 1992: Macintosh IIvx, Macintosh Quadra 950, PowerBook Duo, Macintosh Performa serie · 1993: Macintosh Centris serie, Macintosh Color Classic, Macintosh TV · Apple Workgroup Server · 1994: Power Macintosh · 1997: Power Macintosh G3, PowerBook G3, Twentieth Anniversary Macintosh · 1998: iMac · 1999: iBook, Power Mac G4 · 2000: Power Mac G4 Cube · 2001: PowerBook G4 · 2002: eMac, iMac G4 · 2003: Xserve, Power Mac G5 · 2004: iMac G5 · 2005: Mac mini · 2006: MacBook · 2015: MacBook (Retina) · 2017: iMac Pro

Huidige modellen: MacBook Air, MacBook Pro, iMac, Mac mini, Mac Studio, Mac Pro